# Cinema futurista
(Manifesto della Cinematografia futurista, 1916)

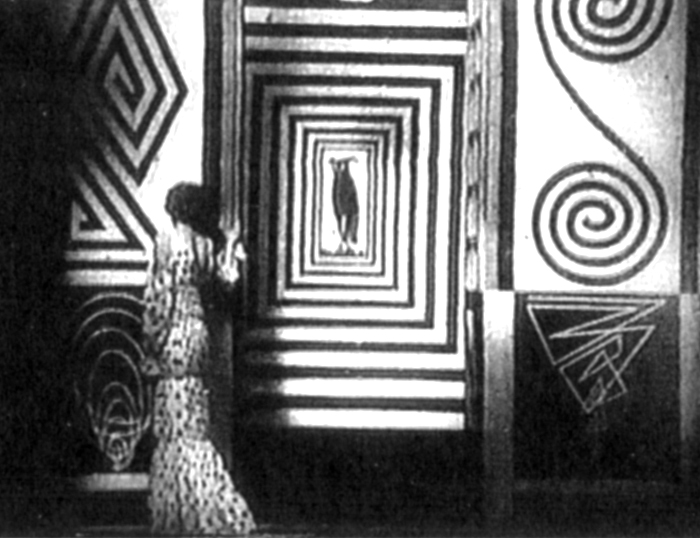
Thaïs, 1917

Il cinema futurista fu il più antico movimento del cinema d'avanguardia europeo. Nacque in Italia ufficialmente nel 1916 (ma con qualche esperimento anteriore) e non lasciò opere di grandissima importanza, prese singolarmente, ma la sua portata culturale fu molto ampia e influenzò tutte le successive avanguardie, nonché alcuni autori stessi del cinema narrativo: la sua eco si espande fino alle visioni oniriche di alcuni film di Alfred Hitchcock.

## Storia
In Italia Filippo Marinetti diede alle stampe nel 1909 il Manifesto del futurismo, dove si sosteneva, tra l'altro, come una "rombante automobile" fosse più bella della Nike di Samotracia, una delle icone più famose della bellezza in senso classico. In successione vennero poi pubblicati il Manifesto tecnico della letteratura futurista (1912), il Manifesto del teatro di varietà (che lodava l'eterogeneità e il disordine del teatro popolare, 1913), il Manifesto del teatro futurista sintetico (dove si annunciava un nuovo genere composto da scenette di brevità assoluta, 1915) e infine il Manifesto della Cinematografia futurista, del 1916. In quell'anno Marinetti realizzò il primo film Vita futurista (diretto da Arnaldo Ginna), oggi perduto.

## Caratteristiche
Nel Manifesto della Cinematografia futurista, firmato da Marinetti, Corra, Ginna, Balla, Chiti e Settimelli, sosteneva come il cinema fosse "per natura" arte futurista, grazie alla mancanza di un passato e di tradizioni, ma non apprezzava il cinema narrativo "passatissimo", cercando invece un cinema fatto di "viaggi, cacce e guerre", all'insegna di uno spettacolo "antigrazioso, deformatore, impressionista, sintetico, dinamico, parolibero". Nelle loro parole c'è tutto un entusiasmo verso la ricerca di un linguaggio nuovo slegato dalla bellezza tradizionale, che era percepita come un retaggio vecchio e soffocante. Il Futurismo fu la prima corrente artistica a interessarsi del cinema come linguaggio in sé e come "movimento del linguaggio". Una visione tipicamente futurista poteva essere il panorama che cambia repentinamente dal finestrino di un'automobile, di un treno o di un aeroplano, dove il tema della modernità e della velocità erano un tutt'uno che non aveva bisogno di ulteriori aggiunte.
I futuristi furono tra i primi a intuire come i trucchi cinematografici, ormai ampiamente sperimentati nel decennio precedente, fossero utilizzabili non solo come fenomeno da baraccone, ma anche come mezzo creativo, poetico e simbolico. Una sovrimpressione ad esempio non era più solo un mezzo per far apparire un fantasma o un gigante accanto a un nano, ma poteva diventare uno strumento per un nuovo linguaggio artistico e sovversivo. Lo stesso montaggio permetteva la scomposizione della realtà secondo "i capricci" degli artisti, permettendo visioni mai sperimentate prima. In questo senso il cinema era anche un "mezzo di trasporto".

## Film

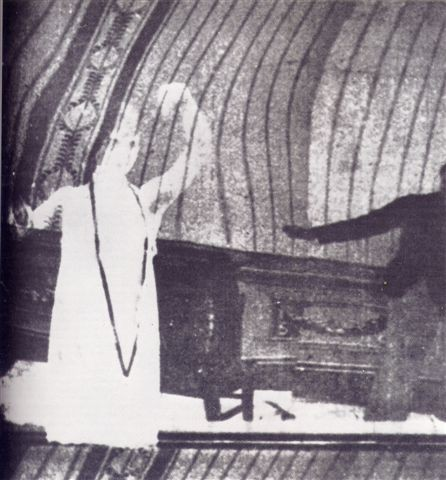
Vita futurista, 1916, un fotogramma superstite

La produzione di film d'avanguardia fu piuttosto limitata, come per le sperimentazioni successive, e in particolare per il futurismo molte opere sono andate perdute.
I primi film sperimentali furono quelli dei fratelli Corradini, soprannominati in arte Ginna e Corra, che nel 1911 realizzarono quattro pellicole colorate a mano (cinepitture), con macchie di colore sparse e confuse, oggi perdute. Tali esperimenti vennero poi ripresi più tardi nel cinema astratto in Germania, da pittori come Eggeling e Richter, e influenzarono anche la cosiddetta aeropittura o secondo futurismo del 1929.
Marinetti realizzò nel 1916 il film Vita futurista, perduto, dove coi suoi colleghi futuristi disturbava la quiete pubblica importunando i clienti dei caffè borghesi di Firenze.
L'unico film significativo che ci sia pervenuto è quindi Thaïs del 1917, del regista Anton Giulio Bragaglia; fortunatamente, sebbene sia una copia, e inoltre forse sia incompleta, è conservata presso la Cinémateque de France. La storia si rifà a storie amorose, ad un sentimentalismo completamente rivisitato da sentimenti inquietanti e vagamente onirici quanto non torbidi ispirati a storie amorose frammentarie, sofferte e filtrate nel linguaggio scenico tipico dell'epoca che ricopriva un genere cinematografico teatrale: il "diva-film", con tracce della poetica decadente completamente rivisitata; infatti, le scenografie del pittore Enrico Prampolini si discostano nettamente dalla tradizione, creando uno stile inedito per certi versi, pieno di linee psicodrammatiche, contrasto netto chiaroscurale, aspetti plastici dinamici che potrebbe ricordarci un approccio ipnotico, benché il mondo di spirali, losanghe, scacchiere che mette in luce sia quasi dominato dall'intenzione opposta di fare da sfondo statico e rassicurante, alle dinamiche della 'diva'. Per questi aspetti, può ben essere definito un cinema sperimentale, che adotta un linguaggio a vocazione simbolica senza lasciarsi troppo condizionare da formule facili. Lo stesso regista realizzò anche Perfido incanto e Il mio cadavere, entrambi del 1916, nella stessa ricerca di genere e nello stile schematizzante del primo Bragaglia.
Un altro film perduto è Il re, le torri, gli alfieri di Ivo Illuminati, dove i personaggi erano vestiti come le figure degli scacchi e si muovevano su un pavimento a scacchiera.
Molto amato dai futuristi era il cinema comico popolare, dove spesso faceva da padrone nella scena il movimento puro (corse, inseguimenti, capitomboli), infervorato dal montaggio. Lo stesso Marinetti aveva infatti scritto un'opera carnevalesca, il Re Baldoria.

## Influenza
Il futurismo italiano non produsse nel cinema opere immediatamente all'altezza dei loro propositi rivoluzionari, ma l'importanza del movimento come fonte di ispirazione per tutte le avanguardie successive fu enorme. In Germania film come Il gabinetto del dottor Caligari (1919) o Metropolis (1926) hanno come fonte d'ispirazione profonda il movimento futurista italiano, e altrettanto si può dire delle avanguardie francesi, soprattutto René Clair.
Anche nel cinema commerciale sono frequenti e durature le tracce del futurismo. Ancora negli anni Trenta il film Gli uomini, che mascalzoni... di Mario Camerini (1932) contiene una girandola di illusioni ottiche a ritmo frenetico, con l'uso dell'accelerato, dello split-screen, di sovrimpressioni, ecc.
Ma anche nelle visioni oniriche di alcuni film di Alfred Hitchcock (ad esempio La donna che visse due volte) si rincontrano le stesse tecniche sovversive sperimentate in primo luogo dai futuristi.